# Karel Kratz
Carl Kratz, detto Karel (Rotterdam, 10 novembre 1893 – Rotterdam, 30 agosto 1962), è stato un pallanuotista olandese.
Faceva parte della squadra dei Paesi Bassi che ha partecipato ai Giochi di Anversa 1920.